# Abschluss völkerrechtlicher Verträge in Bundesstaaten
Zum Abschluss völkerrechtlicher Verträge in Bundesstaaten können der Gesamtstaat (Bund) oder die Gliedstaaten (Bundesländer, Kantone) berechtigt sein. Die Abschlusskompetenz ergibt sich aus dem innerstaatlichen Verfassungsrecht des jeweiligen Gesamtstaats.
Bei der innerstaatlichen Umsetzung kann das Problem auftreten, dass der Gesamtstaat mit Drittstaaten einen völkerrechtlichen Vertrag abschließt, den er jedoch nicht erfüllen kann, weil der Vertrag auch Gegenstände regelt, die nach seiner Verfassung in die Zuständigkeit der Gliedstaaten fallen. Nach den allgemein geltenden Vorschriften des Völkerrechts (vgl. Art. 27 Wiener Vertragsrechtskonvention) kann sich ein Staat gegenüber seinen Vertragspartnern nicht auf sein innerstaatliches Recht (einschließlich seiner Verfassung) berufen, um die Nichterfüllung eines Vertrags zu rechtfertigen.
Teilweise enthalten die nationalen Verfassungen Regelungen, die dem Gesamtstaat ermöglichen, die Umsetzung der von ihm abgeschlossenen Verträge auch dann durchzusetzen, wenn diese eigentlich Angelegenheiten umfassen, die nicht in die Zuständigkeit des Gesamtstaates fallen. Teilweise sind solche Regelungen in Verträgen des Gesamtstaates mit den Gliedstaaten, wie dem Lindauer Abkommen in der Bundesrepublik Deutschland, enthalten.
Teilweise berücksichtigen die völkerrechtlichen Verträge selbst in einer Bundesstaatsklausel den Fall, dass dem Gesamtstaat die Umsetzungsmöglichkeit fehlt.

## Verfassungsrechtslage in einzelnen Staaten

### Deutschland
Erstmals im Frieden von Osnabrück 1648 wurde den deutschen Territorien das Recht eingeräumt, Bündnisse untereinander sowie mit auswärtigen Staaten zu schließen und Gesandte auszutauschen.
Die Verfassung des Norddeutschen Bundes und die Reichsverfassung von 1871 schränkten dieses Recht ein, die Weimarer Verfassung hob das Gesandtschaftrecht auf.
Das föderale Verhältnis des Bundes zu den Ländern bezüglich der Beziehungen zu auswärtigen Staaten (sog. Verbandskompetenz) ist seit 1949 in Art. 32 GG geregelt. Dabei ist umstritten, ob Art. 32 Abs. 3 GG den Bundesländern ein exklusives Vertragsabschlussrecht gibt, sofern sie die Gesetzgebungszuständigkeit besitzen oder ob es sich dabei nur um ein konkurrierendes Vertragsabschlussrecht handelt und der Bund durch Art. 32 Abs. 1 GG ermächtigt wird, Verträge auch dort abzuschließen, wo die Bundesländer die ausschließliche Gesetzgebungszuständigkeit besitzen. Das Lindauer Abkommen von 1957 bemüht sich um einen Verfahrenskompromiss, um Kompetenzkonflikte zu vermeiden. Nach Art. 4 lit. b des Abkommens steht die Ständige Vertragskommission der Länder als Gesprächspartner für das Auswärtige Amt oder die sonst zuständigen Fachressorts des Bundes im Zeitpunkt der Aushandlung internationaler Verträge zur Verfügung. Die Kommission gibt nach ihren Beratungen zu einem Vertragsentwurf im Namen der Länder eine koordinierte einstimmige Erklärung ab, die dem Auswärtigen Amt durch den Kommissionsvorsitzenden übermittelt wird.
Besonderes Gewicht legten die Bundesländer 1990 auf ihre Beteiligung bei den Verhandlungen der Bundesregierung mit der DDR über die Wiedervereinigung Deutschlands sowie im Prozess der europäischen Integration.
1990 schlossen die Bundesländer nach Zustimmung durch die Bundesregierung mit der Französischen Republik ein Abkommen über den deutsch-französischen Kulturkanal ARTE.
In Angelegenheiten der Europäischen Union wirken der Bundestag und durch den Bundesrat die Länder mit (Art. 23 Abs. 2 Satz 1 GG). Das Nähere regelt seit 1993 das Gesetz über die Zusammenarbeit von Bund und Ländern in Angelegenheiten der Europäischen Union (EUZBLG). Nach dem Lissabon-Urteil des Bundesverfassungsgerichts kam das Integrationsverantwortungsgesetz (IntVG) hinzu, ergänzt um eine Bund-Länder-Vereinbarung.

### Österreich
Die äußeren Angelegenheiten mit Einschluss der politischen und wirtschaftlichen Vertretung gegenüber dem Ausland, insbesondere der Abschluss von Staatsverträgen ist nach Art. 10 Abs. 1 Z 2 des Bundes-Verfassungsgesetzes (B-VG) Sache des Bundes. Die Bundesländer können gemäß Art. 16 Abs. 1 B-VG nur in Angelegenheiten, die in ihren selbständigen Wirkungsbereich fallen, Staatsverträge mit an Österreich angrenzenden Staaten oder deren Teilstaaten abschließen. Soweit der Bund die Verträge selbst abschließt, muss er die Länder die Möglichkeit zur Stellungnahme geben. Geben die Länder eine einheitliche Stellungnahme ab, so ist der Bund daran gebunden (Art. 10 Abs. 3 B-VG). Wollen die Länder Verträge selbst abschließen, bedarf die Landesregierung zum Vertragsabschluss einer Bevollmächtigung durch den Bundespräsidenten und die Zustimmung der Bundesregierung. Die Bundesregierung muss bereits vor der Aufnahme von Verhandlungen über einen solchen Staatsvertrag unterrichtet werden. Sie kann jederzeit vom Land die Kündigung des Vertrags verlangen. In jedem Fall hat der Bund bei der Durchführung von Staatsverträgen das Überwachungsrecht auch in solchen Angelegenheiten, die zum selbständigen Wirkungsbereich der Länder gehören (Art. 16 Abs. 4 und 5 B-VG).
Mit dem Beitritt Österreichs zur Europäischen Union am 1. Jänner 1995 wurde in das B-VG ein eigener Abschnitt B. Europäische Union (Art. 23a bis 23k B-VG) eingefügt. Die Bundesverfassung legt darin zwar den Rahmen des Länderbeteiligungsverfahrens fest, überlässt die nähere Ausgestaltung jedoch einer Vereinbarung gemäß Art. 15a B-VG (Art. 23d Abs. 4 B-VG). Daraufhin wurden die Vereinbarung zwischen dem Bund und den Ländern gemäß Art. 15a B-VG über die Mitwirkungsrechte der Länder und Gemeinden in Angelegenheiten der europäischen Integration und die Vereinbarung gemäß Art. 15a B-VG über die gemeinsame Willensbildung der Länder in Angelegenheiten der europäischen Integration geschlossen.

### Schweiz
Die Bundesverfassung der Schweizerischen Eidgenossenschaft (BV) von 1999 stellt in Art. 54 Abs. 1 klar, dass die auswärtigen Angelegenheiten Sache des Bundes sind. Die Kantone wirken aber nach Art. 55 an aussenpolitischen Entscheiden mit. Der Bund informiert die Kantone rechtzeitig und umfassend und holt ihre Stellungnahmen ein. Wenn die Kantone in ihren Zuständigkeiten betroffen sind, sind sie auch zur Mitwirkung an internationalen Verhandlungen berechtigt. Die Einzelheiten sind in einem Bundesgesetz geregelt. Zum Zusammenwirken in der Europapolitik gibt es außerdem eine Vereinbarung zwischen der Schweizer Eidgenossenschaft und den Kantonen.
Nach Art. 56 BV dürfen die Kantone in ihrem Zuständigkeitsbereich nach Information des Bundes auch selber Verträge mit dem Ausland schließen.
Bestimmte völkerrechtliche Verträge unterliegen einem fakultativen Referendum (Art. 141 BV).

### Anglo-amerikanischer Rechtskreis
Die Verfassung der USA bestimmt „all treaties made, or which shall be made, under the authority of the United States, shall be the supreme law of the land.“ In der Auslegung durch den Supreme Court besteht danach eine ausschließliche Bundeszuständigkeit zum Abschluss völkerrechtlicher Verträge und zu ihrer innerstaatlichen Durchführung. Weitere Beispiele sind bundesstaatliche Gebilde im Commonwealth, Australien, Indien und die Zentralafrikanische Föderation von 1953 bis 1963.